# سنان توزجو
سنان توزجو (بالتركية: Sinan Tuzcu) (10 يوليو 1977) ممثل تركي. اشتهر أكثر في مسلسل سنوات الضياع (Ihlamurlar altında) بدور عمر أبو شعر بعد ما تم دبلجته باللهجة السورية، وقد قام بدبلجة صوته الفنان السوري إياس أبو غزالة.

## المسلسلات
- سنوات الضياع
- الحب والعقاب
- اشرح أيها البحر الأسود
- المؤسس عثمان الموسم السادس

## روابط خارجية
- سنان توزجو على موقع IMDb (الإنجليزية)
- سنان توزجو على موقع قاعدة بيانات الفيلم (الإنجليزية)